# Андрей Иванович Кромский
Андрей Иванович (ум. после 1510) — князь Кромский, упоминаемый в 1494—1510 годах, сын князя Ивана, по Ю. Вольфу — потомок Черниговских князей.

## Биография
Получил в 1494 году город Рославль в Брянском повете, а в 1498 году — Волконск и Радоговч. В 1500 году он участвовал в Ведрошской битве, где попал в плен и был увезён в Москву. Больше о нём сведений нет.
Неизвестно, был ли он женат и были ли у него дети.